# Tanganyikameer
Het Tanganyikameer is een groot meer in Centraal-Afrika (3°20' tot 8°48' ZB en 29°5' tot 31°15' OL). Men neemt aan dat het meer het op een na oudste (en op een na diepste) meer ter wereld is, na het Baikalmeer in Siberië.

## Ligging en geografie
Het meer is gelegen binnen de Westelijke Slenk van de Grote Slenk en wordt door de bergachtige wanden van de vallei ingesloten. Het is het grootste slenkmeer in Afrika en het op een na grootste meer van het continent. Het is het diepste meer in Afrika en bevat op het Baikalmeer na de grootste hoeveelheid zoet (alkalisch) water. Het strekt zich uit over 673 km in noord-zuid-richting en is gemiddeld 50 km breed.
Het meer heeft een oppervlakte van 32.900 km², een oever met een lengte van 1.828 km, een gemiddelde diepte van 570 m en een maximumdiepte van 1.470 m (in het noordelijke bassin) en het bevat ongeveer 18.900 km³ water. De enorme diepte en de tropische plaats van het meer verhinderen "omzetting" van watermassa, wat betekent dat veel van de lagere diepten van het meer zogenaamd "fossiel water" is, en anoxisch is (dit wil zeggen, het bevat geen zuurstof).
Het meer wordt gevoed door meerdere stroompjes en rivieren in de regentijd, deze voeding is echter van tijdelijke aard. De belangrijkste rivieren die het meer ook buiten de regentijd voeren, zijn de Malagarazi (Tanzania), de Rusizi (Burundi) en de Lufubu (Zambia). Van al deze rivieren heeft de Malagarazi het grootste stroomgebied, zo'n 30% van het stroomgebied van het gehele Tanganyikameer.
De Lukuga (Congo) is de enige rivier waarlangs het meer afwatert, dit is een zijrivier van de Kongo. Deze uitstroom is niet altijd actief. Door de ligging nabij de evenaar verdampt er vaak meer water dan er aangevoerd wordt, waardoor het waterpeil van het meer onder het niveau van de uitstroom daalt. Het meer is dus semi-endoreïsch. Vóór 12.000 jaar geleden was er geen uitstroom omdat er niet genoeg instroom was. De Rusizi, een van de belangrijkere huidige aanvoeren bestond toen nog niet. Het waterpeil van het Tanganyikameer stond toen tot 300 meter lager.
Het waterpeil van het meer is aan grote schommelingen onderhevig geweest, dit is te zien aan de afzetting op de gesteenten langs de kustlijn van het meer. De Rusizi (Burundi) rivier voert het water van het Kivumeer naar het Tanganyikameer, dit rivierwater is rijk aan mineralen en sediment welke naar verluidt een directe invloed hebben op de chemische gesteldheid van het alkalische meerwater.
Het meer is verdeeld tussen de vier omringende landen: Burundi, Congo-Kinshasa, Tanzania en Zambia, waarbij Congo-Kinshasa (45%) en Tanzania (41%) de meerderheid van het meer bezitten.
Aan de westelijke oever zijn de steden Uvira, Baraka, Kalemie en Moba gelegen, aan de oostelijke meeroever liggen Bujumbura en Kigoma (en vlak hierbij de historisch bekende plaats Ujiji).

## Vissen en visserij
De vissen van het meer dienen als belangrijke bron van eiwitten voor de lokale bevolking. Momenteel zijn er rond de 45.000 mensen direct betrokken bij de visserij. Bijna achthonderd plaatsen en rond de een miljoen mensen zijn afhankelijk van de vissers. De beroepsvisserij begon halverwege de jaren vijftig van de twintigste eeuw en heeft een uiterst zware invloed gehad op de vissoorten die in het open water en/of in de diepte van het meer leven. In 1995 was de totale vangst rond de 180.000 ton. De vroegere industriële visserij, die in de jaren tachtig een hoge vlucht nam, is later ingestort. Opmerkelijk is de sportvisserij op meervallen, tilapia's en andere grote vissoorten. Deze vorm van "sport" wordt op het meer voornamelijk beoefend door (rijke) expats en magnaten.
Tevens staat het meer bij aquariumhouders bekend om zijn veelzijdigheid aan vissoorten, waarvan vele tegenwoordig vaak gehouden worden in aquaria. Er zijn vele soorten cichliden, waarvan 98% endemisch is voor het meer. Deze worden bevist door de lokale bevolking met speciale netten, zodat zij de gevangen vis niet beschadigen. Deze vissen kunnen vervolgens levend geëxporteerd worden naar een groot aantal landen voor verdere verhandeling en opkweek als siervis.

## Geschiedenis
Het meer werd voor het eerst gezien door Europeanen in 1858 toen de ontdekkingsreizigers Richard Burton en John Hanning Speke op zoek waren naar de bron van de Nijl. Speke zette daarna de zoektocht voort en vond de daadwerkelijke bron, het Victoriameer. In 1912-13 peilde de Belgische bioloog Louis Stappers als eerste de diepte van het meer en kwam toen uit op 1435 m diepte.
Abayameer · Abbemeer · Abijattameer · Afrerameer · Albertmeer · Assalmeer · Awasameer · Bamendjingmeer · Bangweulumeer · Baringomeer · Basakameer · Bittermeren · Cahora Bassa · Chamomeer · Delcommunemeer · Edwardmeer · Fitrimeer · Georgemeer · Guiersmeer · Hajkmeer · Kabambameer · Kabelemeer · Kabwemeer · Karibameer · Kisalemeer · Kitshomponshimeer · Kivumeer · Kokameer · Kyogameer · Lac Rose · Langanomeer · Mai-Ndombemeer · Manantalimeer · Malawimeer · Manyekemeer · Mofwelagune · Mwerumeer · Mweru-Wantipameer · Naivashameer · Nakurumeer · Nassermeer ·   Nyosmeer · Nzilomeer · Shalameer · Tanameer · Tanganyikameer · Tele-meer · Toshkameren · Tshangalelemeer · Tsjaadmeer · Tumbameer · Turkanameer · Upembameer · Victoriameer · Voltameer · Walilupemeer · Zimbambomeer · Ziwaymeer